# مايك باكستر
مايك باكستر (بالإنجليزية: Mike Baxter)‏ هو لاعب كرة قاعدة أمريكي، ولد في 7 ديسمبر 1984 في كوينز في الولايات المتحدة.

## وصلات خارجية
- مايك باكستر على موقع دوري كرة القاعدة الرئيسي (الإنجليزية)
- مايك باكستر على موقعبيزبول رفرنس.كوم (الدوري الرئيسي) (الإنجليزية)
- مايك باكستر على موقعبيزبول رفرنس.كوم (الدوري الثانوي) (الإنجليزية)
- مايك باكستر على موقع إي إس بي إن.كوم (أم.أل.بي) (الإنجليزية)
- مايك باكستر على موقع مشجعي الرسوم البيانية (الإنجليزية)